# Ontur
Ontur (früher: Otur) ist eine Gemeinde (municipio) mit 1.890 Einwohnern (Stand: 2024) in der spanischen Provinz Albacete der Autonomen Region Kastilien-La Mancha. 

## Lage
Ontur liegt in der Comarca Campos de Hellín in einer Höhe von ca. 655 m. Der Ort selbst liegt etwa 75 Kilometer südsüdöstlich der Provinzhauptstadt Albacete. Im Gemeindegebiet liegt der Flugplatz Ontur. 

## Bevölkerungsentwicklung
| Jahr      | 1950 | 1970 | 1981 | 1991 | 2001 | 2011 | 2021 | 2022 |
| Einwohner | 3463 | 3038 | 2842 | 2507 | 2465 | 2281 | 1963 | 1934 |

## Sehenswürdigkeiten

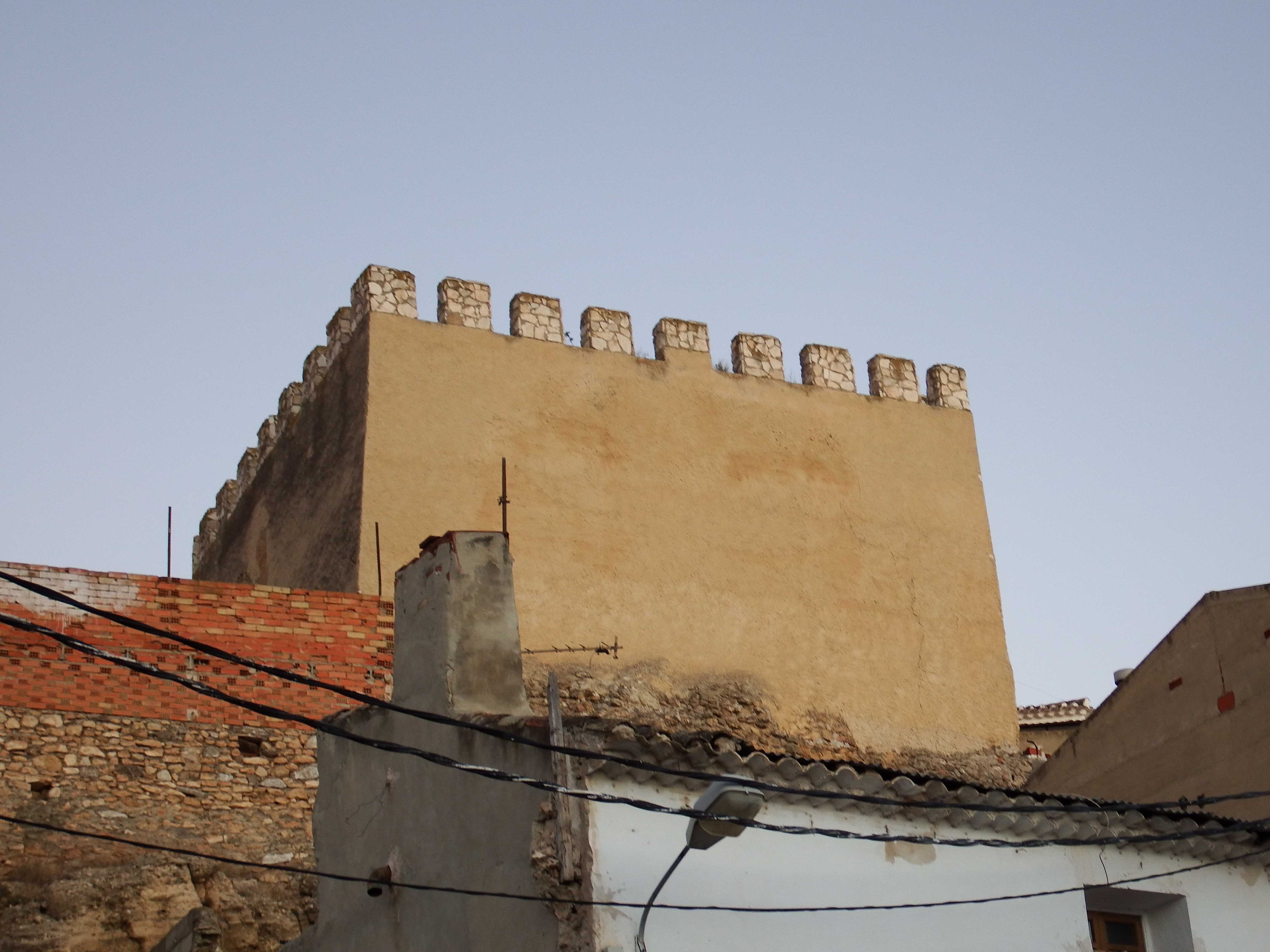
Turm von Ontur
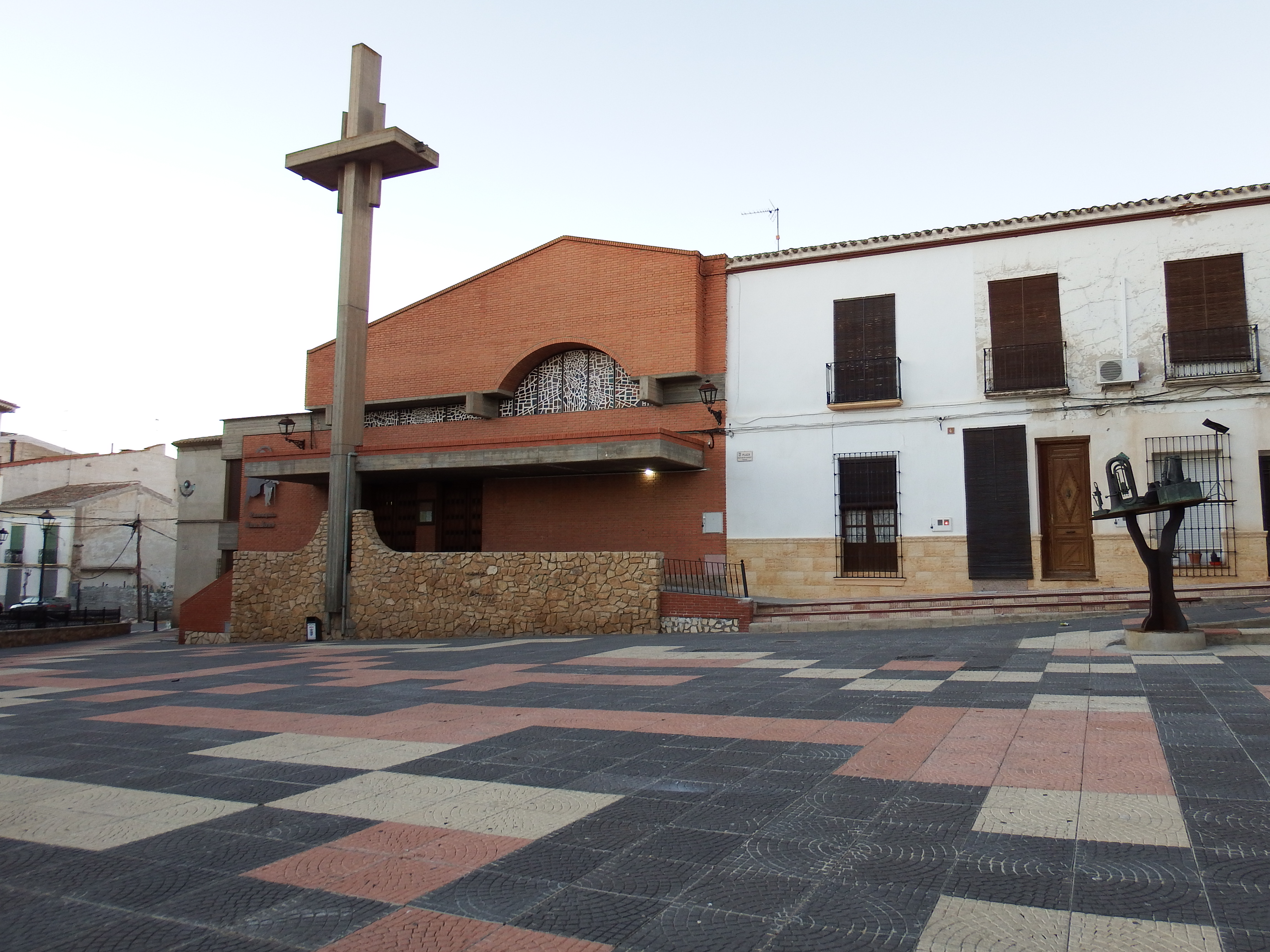
Josefskirche
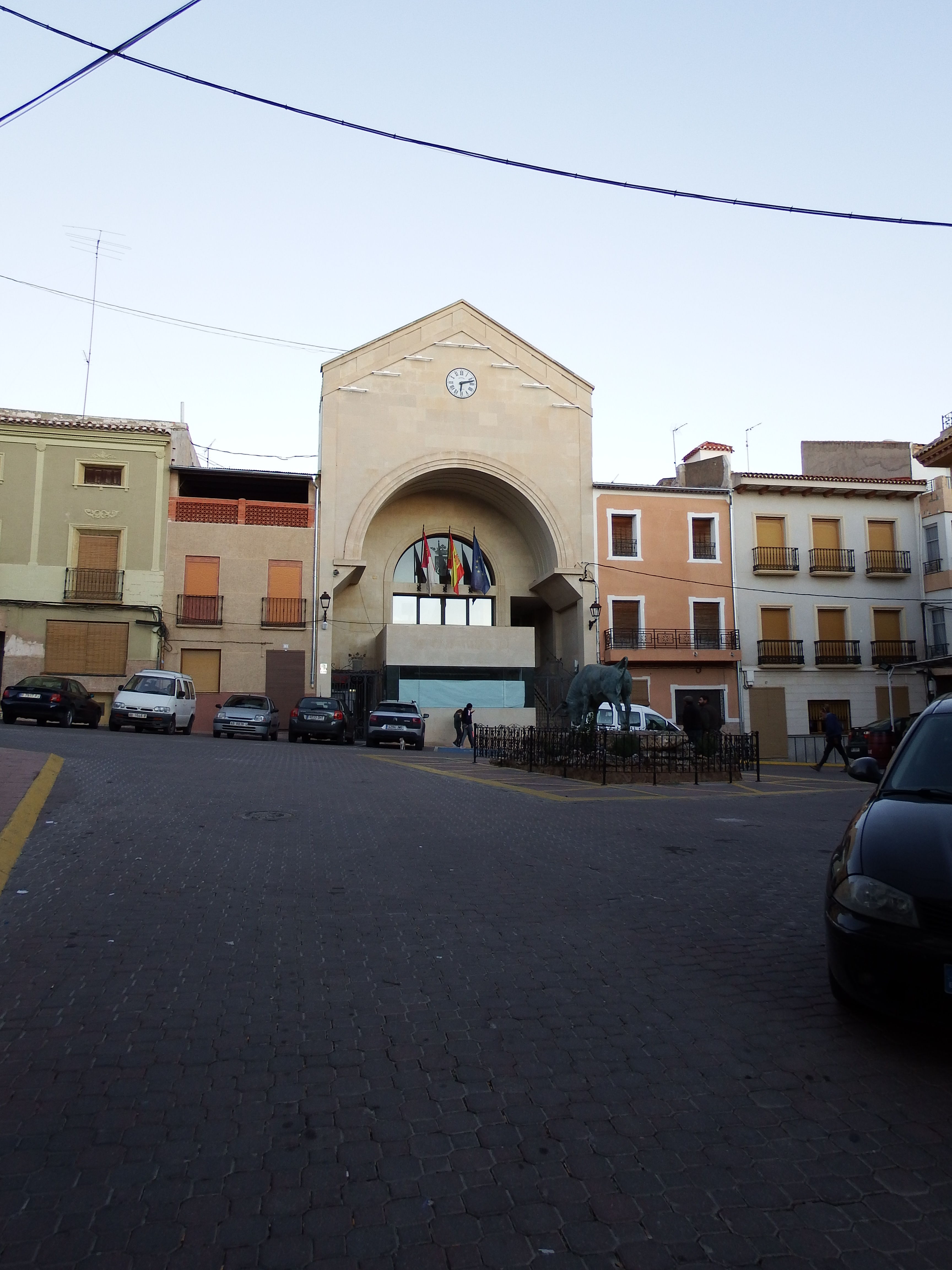
Rathaus

- Turm von Ontur
- Josefskirche
- Rathaus

## Besonderheiten

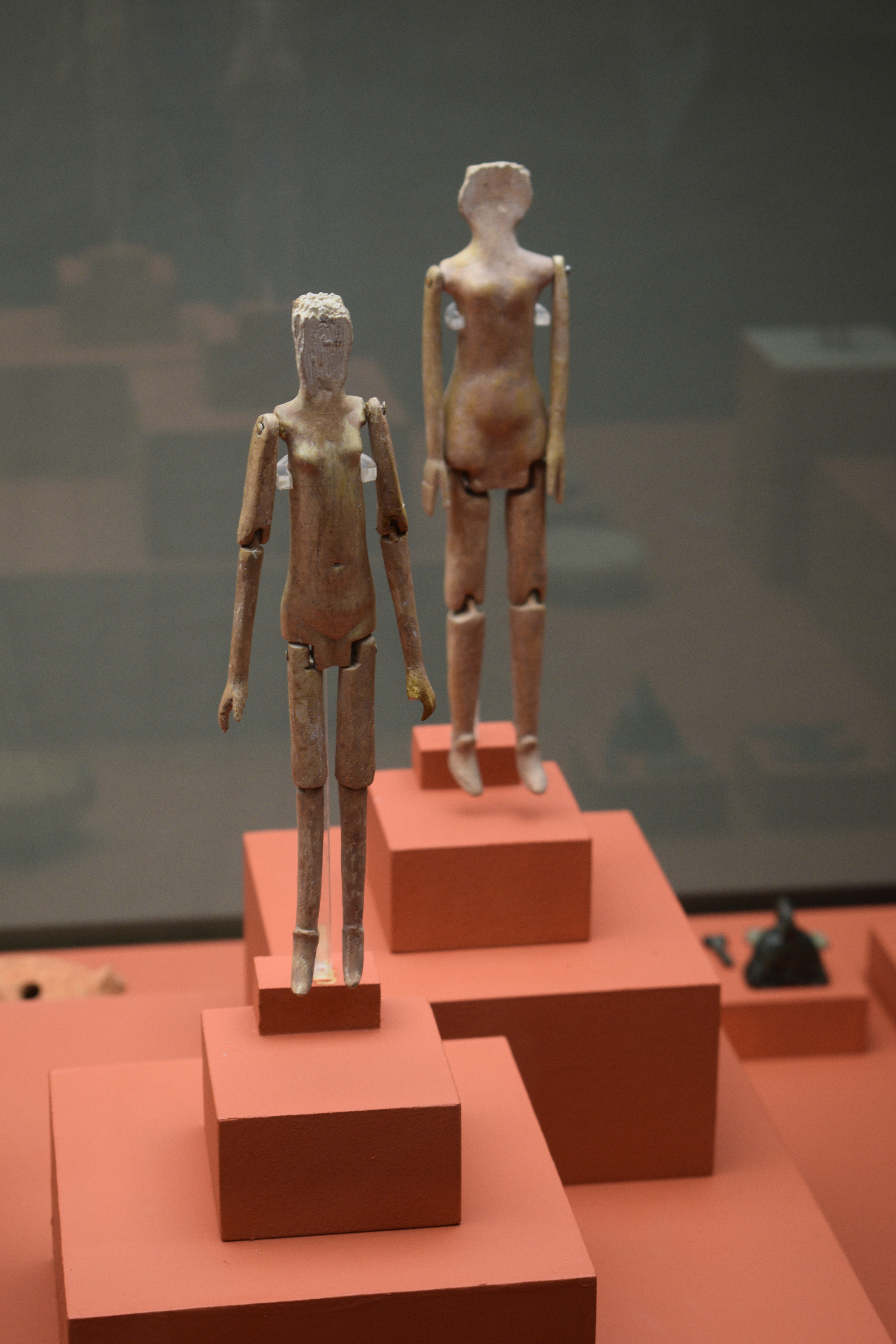
Ausgestellte Spielpuppen

In einem römischen Kindergrab (der Nekropole Ontur Eras) wurden mehrere Puppen, vier elfenbeinerne und eine aus Bernstein, gefunden. Sie wurden auf das dritte bis vierte nachchristliche Jahrhundert datiert. Die Puppen sind heute im archäologischen Museum von Albacete zu sehen.